# 多久茂孝
多久 茂孝（たく しげのり）は、江戸時代中期の武士。肥前国佐賀藩士。多久鍋島家（後多久氏）8代当主。

## 略歴
多久茂堯の次男として誕生。母は側室の山中氏。正室は鍋島直右の娘・於富。
宝暦4年（1754年）に兄・兼連が早世したため父の嫡子となり、明和6年（1769年）17歳で家督を相続する。明和8年（1771年）に領地を接する唐津藩領内で虹の松原一揆が発生した際は、人を遣わして動静を探らせ、藩に報告した。
天明元年（1781年）6月、病を理由に隠居して弟・茂鄰に家督を譲る。文化12年（1815年）2月18日死去。享年64。菩提寺の円通寺に葬られた。